# Grądy (powiat działdowski)
Grądy – wieś w Polsce położona w województwie warmińsko-mazurskim, w powiecie działdowskim, w gminie Rybno.
Na terenie sołectwa Grądy leżą dwa jeziora: Tarczyńskie 163,8 ha 142,6 m n.p.m. i Grądy 112,7 ha 143.1 m n.p.m. Między tymi jeziorami przepływa rzeka Wel.
W latach 1975–1998 miejscowość należała administracyjnie do województwa ciechanowskiego.